# لاکوما (ویرجینیای غربی)
لاکوما (به انگلیسی: Lacoma) یک منطقهٔ مسکونی در ایالات متحده آمریکا است که در شهرستان وایومینگ، ویرجینیای غربی واقع شده‌است. لاکوما ۳۶۴٫۸۵ متر بالاتر از سطح دریا واقع شده‌است.